# Fonds d'action québécois pour le développement durable
Le Fonds d'action québécois pour le développement durable est un organisme québécois à but non lucratif ayant pour mission d'initier, susciter et soutenir des actions concrètes visant à accélérer l'adoption de comportements ou de pratiques favorables au développement durable au Québec.

## Historique des programmes de soutien financier
Le FAQDD a été créé en mars 2000 dans le cadre d’une entente de collaboration avec le gouvernement du Québec, le FAQDD a reçu une enveloppe de 45 millions de dollars pour soutenir financièrement, de 2001 à 2007, plus de 400 projets, stagiaires et boursiers.
En 2008, le FAQDD s’est vu confier une enveloppe de 6,4 millions de dollars, dans le cadre d’une seconde entente avec le gouvernement du Québec, pour la mise en œuvre du programme « Action-Climat». Cette enveloppe, issue du Fonds vert, vise à sensibiliser le public à la problématique des changements climatiques. Plus précisément, le programme « Action-Climat » accélère les changements de comportements individuels, de façon à réduire le bilan des émissions de gaz à effet de serre (GES) du Québec. Cette initiative contribue à atteindre les objectifs du Plan d’action 2006-2012 de lutte contre les changements climatiques du gouvernement du Québec.
En 2013, le FAQDD lance son Concours d'iDDées, une formule d'accompagnement simplifiée permettant la présentation d'une idée forte et visionnaire. L'objectif de cette initiative est d'identifier et de propulser des projets en développement durable présentant un grand potentiel d'impacts positifs en matière de changements de comportements et d'innovation sociale au Québec. Les organismes qui ont soumis les idées retenus ont pu recevoir une aide financière et ont pu bénéficier d'une approche de maillage permettant de rejoindre d'autres partenaires financiers et de l'appui du FAQDD dans la réalisation de leur projet. 
En 2015, le FAQDD coordonne le plan d'accélération Magnitude 10, une formule innovante visant à décupler l'intégration du développement durable dans les PME québécoises. Fruit d'un partenariat avec le ministère de l'Économie, de l'Innovation et des Exportations, Magnitude 10 intervient comme un instrument favorisant l'action, le mouvement, l'effet d'entraînement et la cohésion en créant un contexte favorable au changement de pratiques dans les PME. 
En 2016, le Ministère du Développement durable, de l'Environnement et de la Lutte contre les changements climatiques (MDDELCC) mandate le FAQDD pour administrer le programme Action-Climat Québec, volet local et régional. Ce programme d'envergure a pour objectif d'engager les citoyens, entreprises, institutions et municipalités du Québec dans l'action et encourager des changements de comportements et de pratiques en matière de réduction des émissions de gaz à effet de serre (GES) et d'adaptation aux changements climatiques. Ce programme découle de la priorité 8 du Plan d'action 2013-2020 sur les changements climatiques et est financé par le Fonds vert.  